# Percona
Percona是一家位於美國北卡羅萊納州達勒姆市的美國公司，也是多個開放原始碼軟體專案的開發商，提供給 MySQL、MariaDB、PostgreSQL、MongoDB和RocksDB使用者。該公司每年約2,500萬美元的營收來自資料庫系統的支援、顧問和管理服務。
公司於2006年由Peter Zaitsev和Vadim Tkachenko創立。

## 開放原始碼軟體
Percona 為其開放原始碼軟體維護一個GitHub儲存庫， 也可以從Percona網站下載。
MySQL資料庫軟體：
- 適用於MySQL的Percona伺服器[5]
- Percona XtraDB叢集
- Percona XtraBackup

Percona PMM architecture

- 基於Percona XtraDB Cluster的MySQL Percona運算子

MongoDB資料庫軟體：
- 適用於MongoDB的Percona伺服器
- 適用於MongoDB的Percona運算子[6]
- 適用於MongoDB的Percona備份

PostgreSQL資料庫軟體發行套件：
- 適用於PostgreSQL的Percona發行套件
- 適用於PostgreSQL的Percona運算子[7]

Database Management Tools
- Percona Monitoring and Management[8]
- Percona Toolkit

## 其他資訊
該公司的創辦人Peter Zaitsev和Vadim Tkachenko與Baron Schwartz合著了《High Performance MySQL》（第 3 版）一書，由歐萊禮媒體出版。

## 外部連結
- 官方网站